# Lawrence Gonzi
Lawrence Gonzi (La Valeta, 1 de julio de 1953) es un político maltés.
Fue elegido primer ministro de Malta el 23 de marzo de 2004, sucediendo a Eddie Fenech Adami que había dimitido de sus funciones.
Es doctor en Derecho de la Universidad de Malta (1975). Ejerció la abogacía y la asesoría jurídica en defensa de los intereses de una importante empresa entre 1989 y 1997.
Dirigió la Acción católica de Malta de 1976 a 1986, en el puesto de presidente general.
Es el sobrino de Michael Gonzi, el arzobispo de hierro, que fue mucho tiempo adversario privilegiado del primer ministro laborista Dom Mintoff. 
Fue elegido diputado en la Cámara de Representantes de Malta por el Partido Nacionalista de Malta, y posteriormente accedió al cargo de Speaker (presidente) de la misma de octubre de 1988 a abril de 1992 (VI legislatura) y más tarde de abril de 1992 a octubre de 1996 (VII legislatura). 
Se convirtió en líder (portavoz parlamentario del partido gobernante) de la Cámara de Representantes en septiembre de 1998. 
Se convirtió en secretario general del Partido en febrero de 1997 y presidente de su grupo parlamentario en 1999 y, finalmente, en marzo de 2004, jefe de este partido, lo que facilitó su acceso a la jefatura del Gobierno tras la dimisión de su primer ministro, el europeísta Eddie Fenech, en ese mismo año. Previamente ocupaba el puesto de ministro de Asuntos Sociales.
Como primer ministro profundizó en la regular integración de Malta en la Unión Europea mediante la adopción de importantes medidas económicas y políticas, entre las que cabe destacar la culminación del proceso de adhesión a la moneda única europea, el euro, que se produjo el 1 de enero de 2008. Durante su mandato, la opinión pública maltesa ha evolucionado con agilidad desde una posición euroescéptica a una postura bastante favorable a la Unión Europea. Su sucesor como primer ministro fue Joseph Muscat, ya que ganó las elecciones de Malta de 2013, con el Partido Laborista de Malta. 
Lawrence Gonzi está casado y tiene tres hijos.